# Taggig getväppling
Taggig getväppling (Anthyllis hermanniae) är en ärtväxtart som beskrevs av Carl von Linné. Anthyllis hermanniae ingår i släktet getväpplingar, och familjen ärtväxter. Inga underarter finns listade i Catalogue of Life.

## Bildgalleri

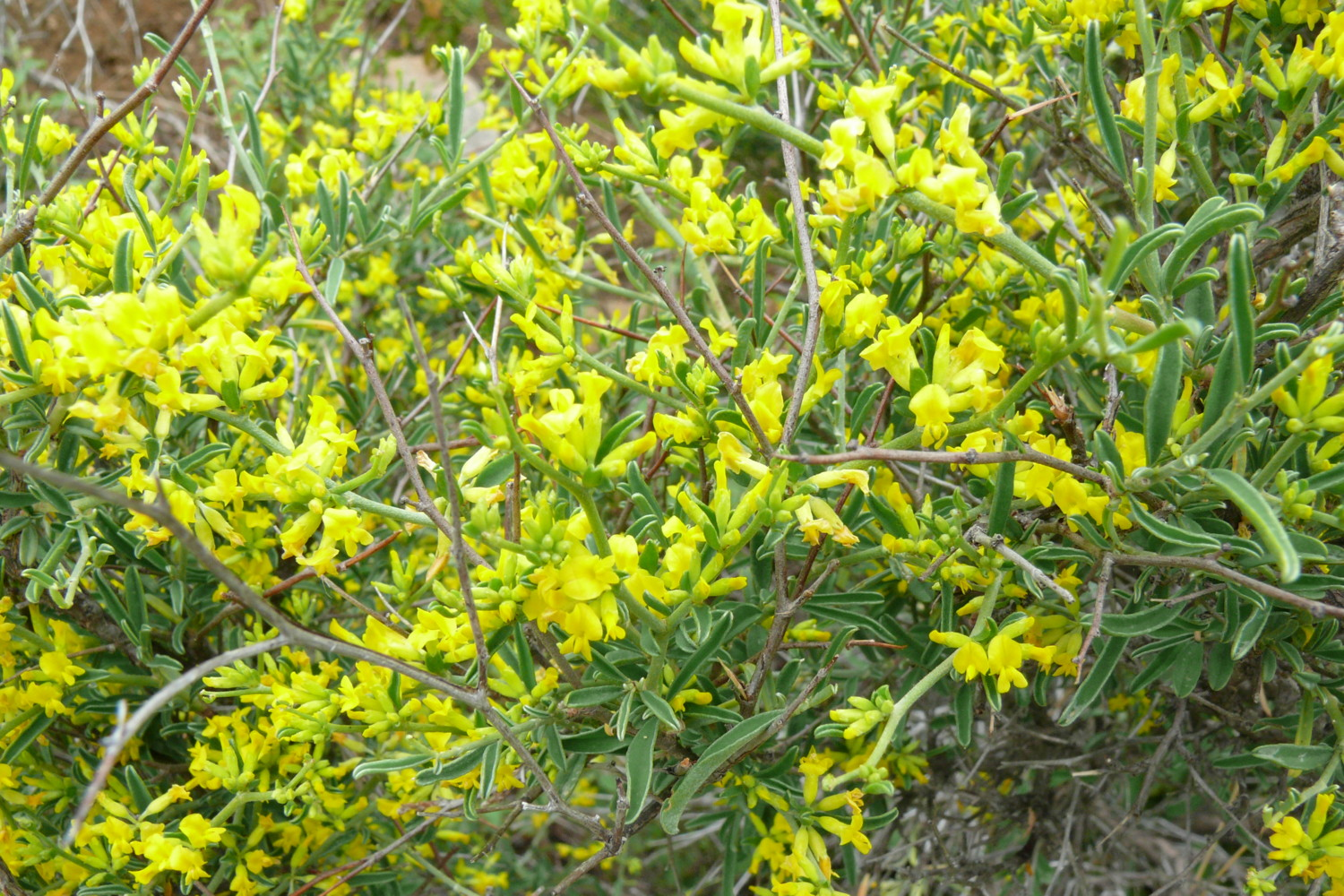
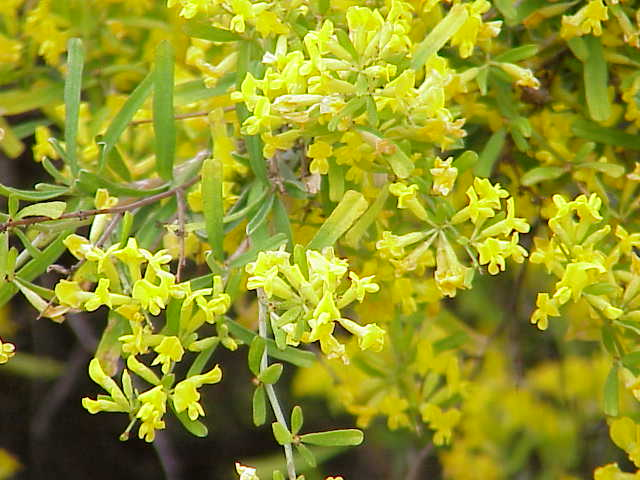
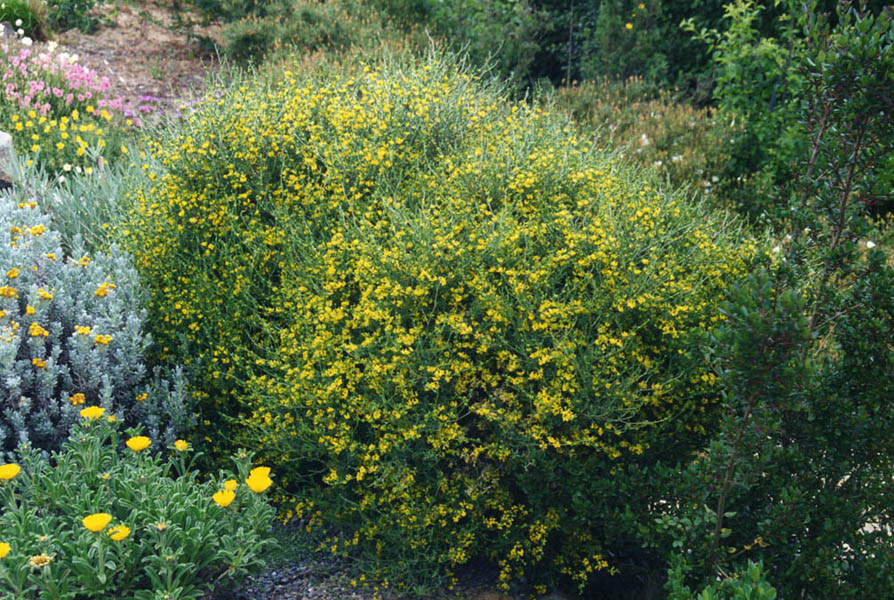
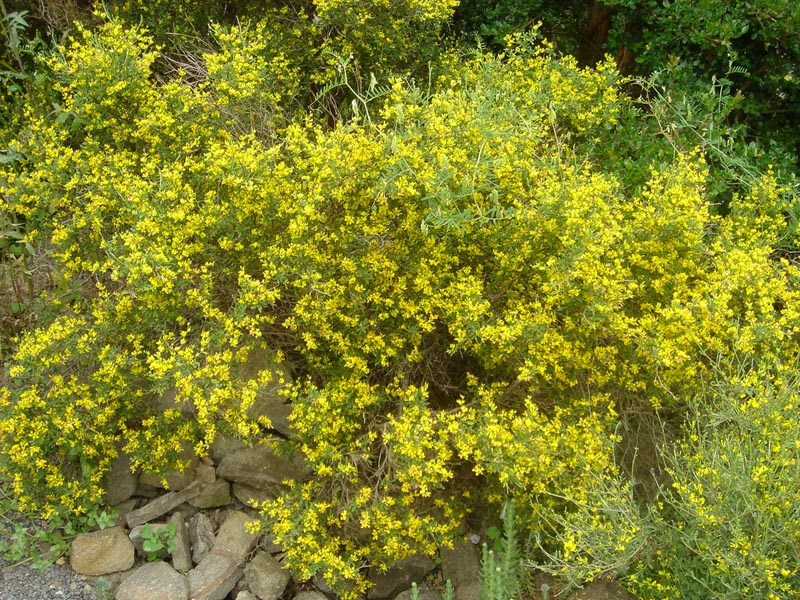
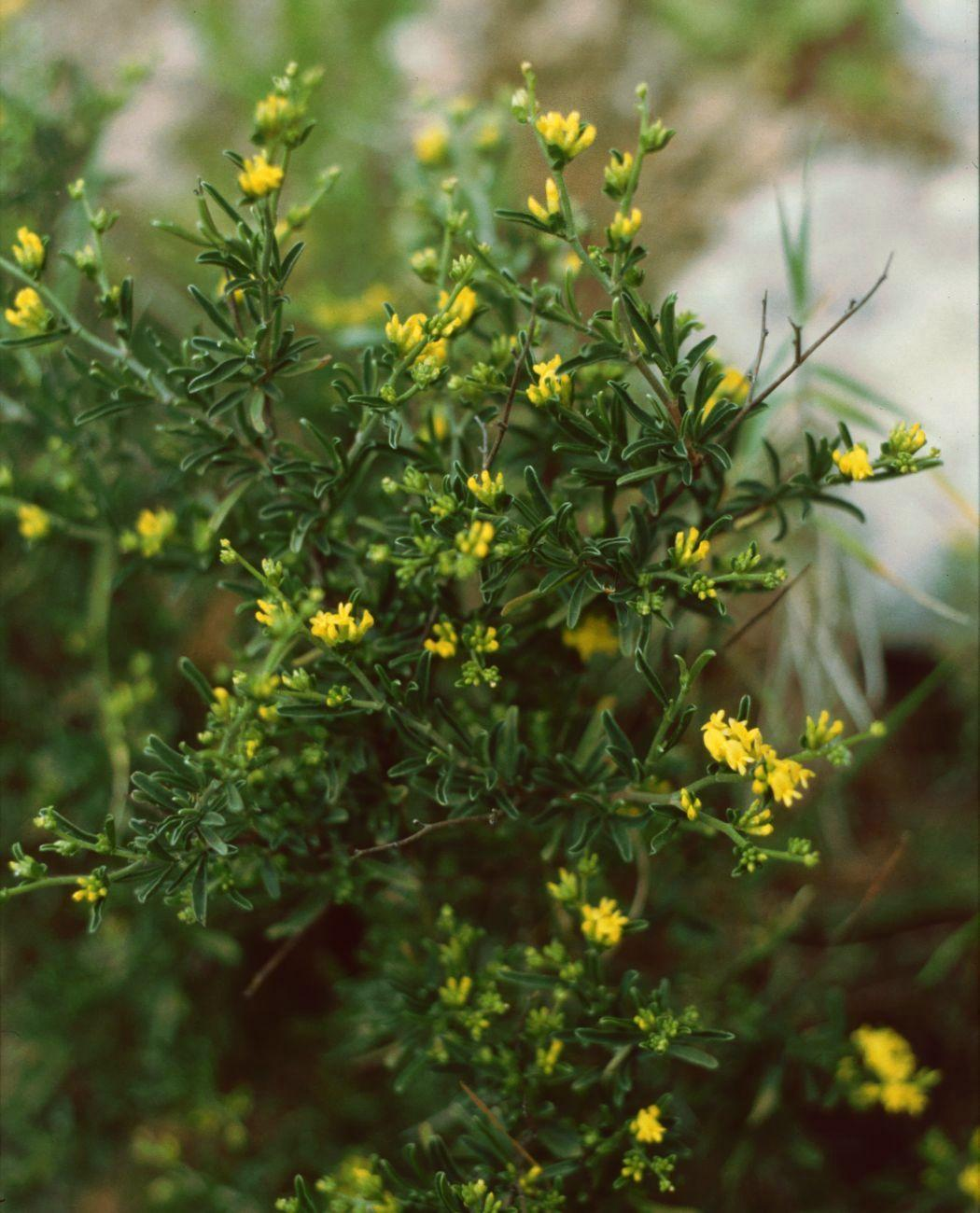